# X 5000
Les X 5000 sont des autorails français monocaisse à voie métrique.
Deux autorails ont été commandés pour renforcer les dessertes et pallier le manque de puissance des X 2000 livrés en 1975 et 1976. La première unité a été livrée en Corse en 1981.

## Histoire
Les X 5000 sont issus du perfectionnement de l'autorail du type X 2000, premiers autorails neufs commandés et livrés pour le réseau corse depuis les ABH8 de Renault, un quart de siècle auparavant.
Malgré les expériences mitigées avec un manque de puissance des X 2000, la CFTA, concessionnaire du réseau à l'époque, renouvelle sa confiance au constructeur CFD à Montmirail.
Une commande de deux unités est passée en 1980. Le X 5001 sort des ateliers en octobre 1981. Il est alors soumis à une série d'essais sur la ligne du Blanc-Argent, sous la direction de la SNCF. Dès leur livraison en Corse, les X 5001 et 5002 sont très appréciés pour leurs qualités de confort et de puissance. Un important atout est la motorisation diesel portée à deux fois 240 ch (2 × 179 kW), rendant ces autorails capables de tracter les remorques n° 104 et 105 relativement lourdes (13 t).
Ces remorques issues de la démotorisation et transformations de deux anciens autorails Billard construit en 1936, et livrées en 1977. Les X 2000 n'ont pu les tracter, leur puissance et leur adhérence étant trop faible.
Mais les X 5000 ont été victimes de divers problèmes. Chacun d'eux a subi une surchauffe et un départ de feu du fait de l'insuffisance du refroidissement des moteurs. Le X 5002 fut gravement endommagé par un départ de feu et fut acheminé sur le continent pour une reconstruction presque complète de la caisse aux établissements Garnéro à Carros.

## Caractéristiques

### Caractéristiques générales
Les X 5000 reprennent une grande partie des caractéristiques des X 2000 avec une structure monocaisse semblable. Extérieurement, ils se distinguent par des faces latérales légèrement modifiées. La caisse est longue de 16,08 m, et la longueur totale est de 16,80 m.

### Motorisation
À l'instar des X 2000, ils sont initialement munis d'origine de 2 moteurs MAN qui permettent la vitesse maximale de 85 km/h en ligne droite sur le plat. La puissance des 2 moteurs est supérieure de 50 % à celle des X 2000 équipés avec les anciens moteurs SACM/POYAUX , soit 2 × 179 kW. La tare (poids à vide) est de 27 t au lieu de 18,6 t.
La transmission hydraulique est de type Powershift à deux rapports, sur les deux bogies moteurs. Le comportement dynamique est amélioré grâce à des nouvelles suspensions. Comme les X 2000, les X 5000 sont équipés pour circulation en unité multiple. Ils sont capables de tracter une des anciennes remorques XR 104 / 105 en service régulier, sur toutes les lignes du réseau.

### Aménagement
L'intérieur comprend deux compartiments destinés aux voyageurs, dont l'un de 20 places et un autre de 28 places assises. Les deux postes de conduite sont intégrés, sur une estrade, sans séparation avec le compartiment voyageur. Une vue panoramique est ainsi offerte aux passagers sur l'avant. Par contre, la dimension des fenêtres n'est pas adaptée à l'espacements des sièges. Entre les deux compartiments, la cloison n'ait pas exactement au milieu de la caisse. Le W.C. et deux petits compartiments techniques sont intercalés.

## Dépôt titulaire
- EMT de Bastia
- Le X 5001 : (1981) - transféré au Chemin de fer du Vivarais en Janvier 2016. Engin rénové, roule sur le CFV en 2018 [5]
- Le X 5002 : (1982) - transféré au Chemin de fer du Vivarais en Janvier 2016. Engin rénové, roule sur le CFV en 2018[5]